# تشونغ جونغ-سو
تشونغ جونغ-سو (ولد في 27 مارس 1961) هو لاعب كرة قدم دولي سابق في كوريا الجنوبية. كان يلعب في مركز الدفاع في نادي جيجو يونايتد ونادي ألسان هيونداي. ومثل كوريا الجنوبية في نهائيات كأس العالم لكرة القدم 1986 وكأس العالم لكرة القدم 1990.

## وصلات خارجية
- تشونغ جونغ-سو على موقع الاتحاد الدولي (مؤرشف)  (الإنجليزية)
- تشونغ جونغ-سو على موقع دوري كوريا الجنوبية (الإنجليزية)
- تشونغ جونغ-سو على موقع قاعدة بيانات كرة القدم.إي يو (الإنجليزية)
- تشونغ جونغ-سو على موقع ناشيونال فوتبول تيمز (الإنجليزية)
- تشونغ جونغ-سو على موقع Soccerway.com (الإنجليزية)